# Nevin Galmarini
Nevin Galmarini (Sankt Gallen, 4 december 1986) is een Zwitserse snowboarder. Hij vertegenwoordigde zijn vaderland op de Olympische Winterspelen 2010 in Vancouver, op de Olympische Winterspelen 2014 in Sotsji en op de Olympische Winterspelen 2018 in Pyeongchang.

## Carrière
Bij zijn wereldbekerdebuut, in december 2006 in San Vigilio di Marebbe, scoorde Galmarini zijn eerste wereldbekerpunt. In oktober 2008 eindigde hij voor de eerste maal in zijn carrière in de toptien van een wereldbekerwedstrijd. Op de FIS wereldkampioenschappen snowboarden 2009 in Gangwon eindigde de Zwitser als 24e op de parallelslalom en als 32e op de parallelreuzenslalom. Tijdens de Olympische Winterspelen van 2010 in Vancouver eindigde Galmarini als zeventiende op de parallelreuzenslalom.
In La Molina nam Galmarini deel aan de FIS wereldkampioenschappen snowboarden 2011. Op dit toernooi eindigde hij als negende op parallelreuzenslalom en als 22e op de parallelslalom. In maart 2011 stond de Zwitser in Arosa voor de eerste maal in zijn carrière op het podium van een wereldbekerwedstrijd. Op de FIS wereldkampioenschappen snowboarden 2013 in Stoneham eindigde hij als achtste op de parallelreuzenslalom en als veertiende op de parallelslalom. Tijdens de Olympische Winterspelen van 2014 in Sotsji veroverde Galmarini de zilveren medaille op de parallelreuzenslalom, op de parallelslalom eindigde hij op de zevende plaats.
In Kreischberg nam de Zwitser deel aan de FIS wereldkampioenschappen snowboarden 2015. Op dit toernooi eindigde hij als vijftiende op de parallelreuzenslalom en werd hij gediskwalificeerd op de parallelslalom. Op 28 januari 2017 boekte hij in Rogla zijn eerste wereldbekerzege. Op de FIS wereldkampioenschappen snowboarden 2017 in de Spaanse Sierra Nevada sleepte Galmarini de bronzen medaille in de wacht op de parallelreuzenslalom, op de parallelslalom eindigde hij op de vierde plaats. Tijdens de Olympische Winterspelen van 2018 in werd de Zwitser olympisch kampioen op de parallelreuzenslalom. In het seizoen 2017/2018 won hij zowel de wereldbeker parallel als de wereldbeker parallelreuzenslalom.

## Resultaten

### Olympische Winterspelen
| Jaar | Plaats      | Resultaten                               |
| ---- | ----------- | ---------------------------------------- |
| 2010 | Vancouver   | 17e Parallelreuzenslalom                 |
| 2014 | Sotsji      | 7e Parallelslalom · Parallelreuzenslalom |
| 2018 | Pyeongchang | Parallelreuzenslalom                     |

### Wereldkampioenschappen
| Jaar | Plaats        | Resultaten                                  |
| ---- | ------------- | ------------------------------------------- |
| 2009 | Gangwon       | 24e Parallelslalom 32e Parallelreuzenslalom |
| 2011 | La Molina     | 22e Parallelslalom 9e Parallelreuzenslalom  |
| 2013 | Stoneham      | 14e Parallelslalom 8e Parallelreuzenslalom  |
| 2015 | Kreischberg   | DSQ Parallelslalom 15e Parallelreuzenslalom |
| 2017 | Sierra Nevada | 4e Parallelslalom · Parallelreuzenslalom    |

### Wereldbeker
Eindklasseringen
| Seizoen   | Algm | PAR  | PSL | PGS  |
| --------- | ---- | ---- | --- | ---- |
| 2006/2007 | 227e | 55e  | –   | –    |
| 2007/2008 | 164e | 41e  | –   | –    |
| 2008/2009 | 48e  | 18e  | –   | –    |
| 2009/2010 | 20e  | 12e  | –   | –    |
| 2010/2011 | 14e  | 6e   | –   | –    |
| 2011/2012 | –    | 9e   | –   | –    |
| 2012/2013 | –    | 5e   | 9e  | 9e   |
| 2013/2014 | –    | 5e   | 7e  | 7e   |
| 2014/2015 | –    | 10e  | 9e  | 12e  |
| 2015/2016 | –    | 11e  | 14e | 4e   |
| 2016/2017 | –    | 4e   | 11e | 4e   |
| 2017/2018 | –    | Goud | 7e  | Goud |

Wereldbekerzeges
| Datum           | Plaats    | Onderdeel            |
| --------------- | --------- | -------------------- |
| 28 januari 2017 | Rogla     | Parallelreuzenslalom |
| 5 januari 2018  | Lackenhof | Parallelreuzenslalom |
| 28 januari 2018 | Bansko    | Parallelreuzenslalom |